# Sarah Noll
Sarah Noll (5 de octubre de 1991) es una deportista alemana que compitió en bobsleigh. Ganó una medalla de plata en el Campeonato Mundial de Bobsleigh de 2013, en la prueba por equipo.

## Palmarés internacional
| Campeonato Mundial | Campeonato Mundial   | Campeonato Mundial | Campeonato Mundial |
| Año                | Lugar                | Medalla            | Prueba             |
| ------------------ | -------------------- | ------------------ | ------------------ |
| 2013               | Sankt Moritz (Suiza) | Medalla de plata   | Equipo             |